# 荷蘭黃金時代繪畫

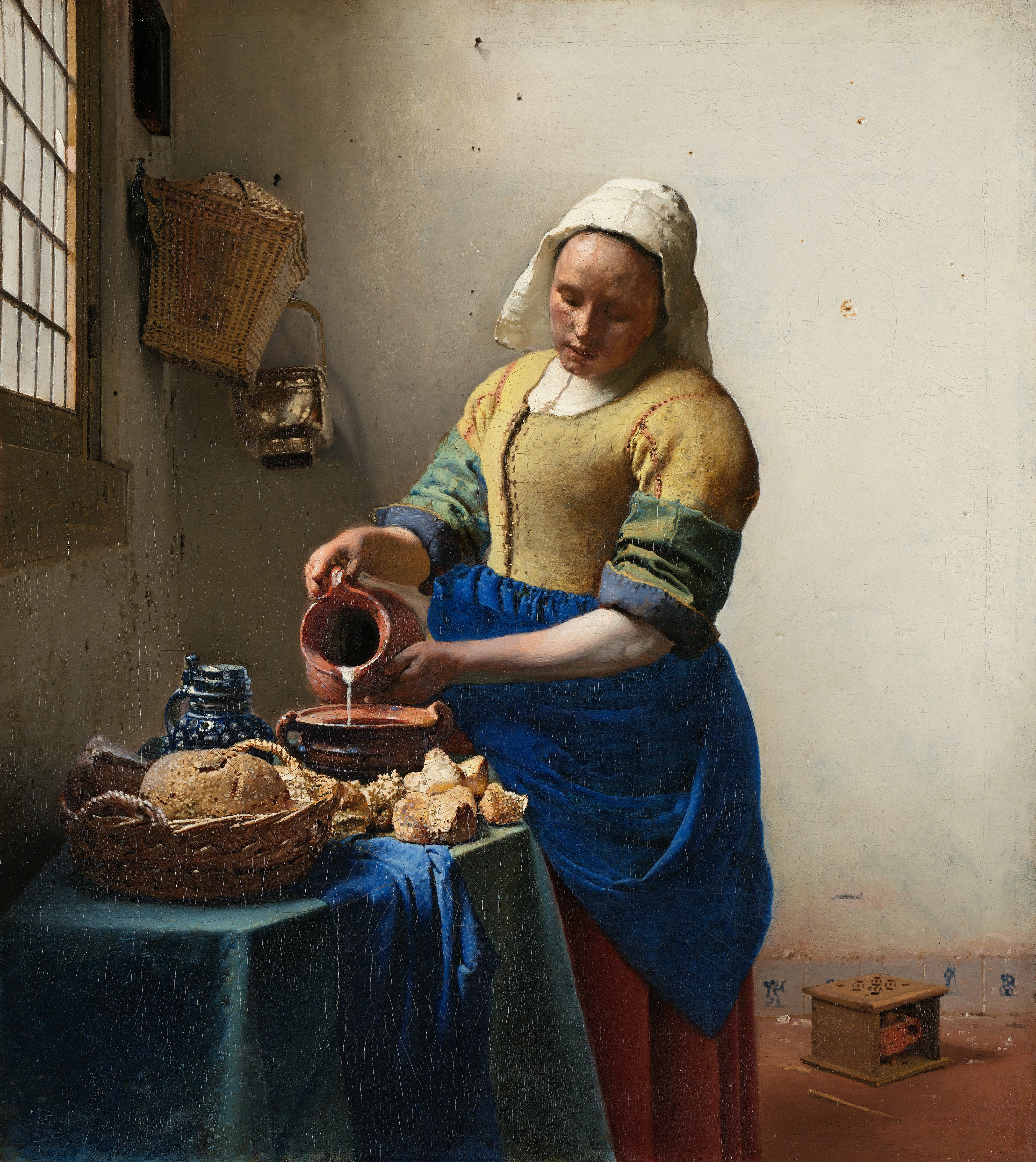
《倒牛奶的女僕》，揚·弗美爾，1658–60

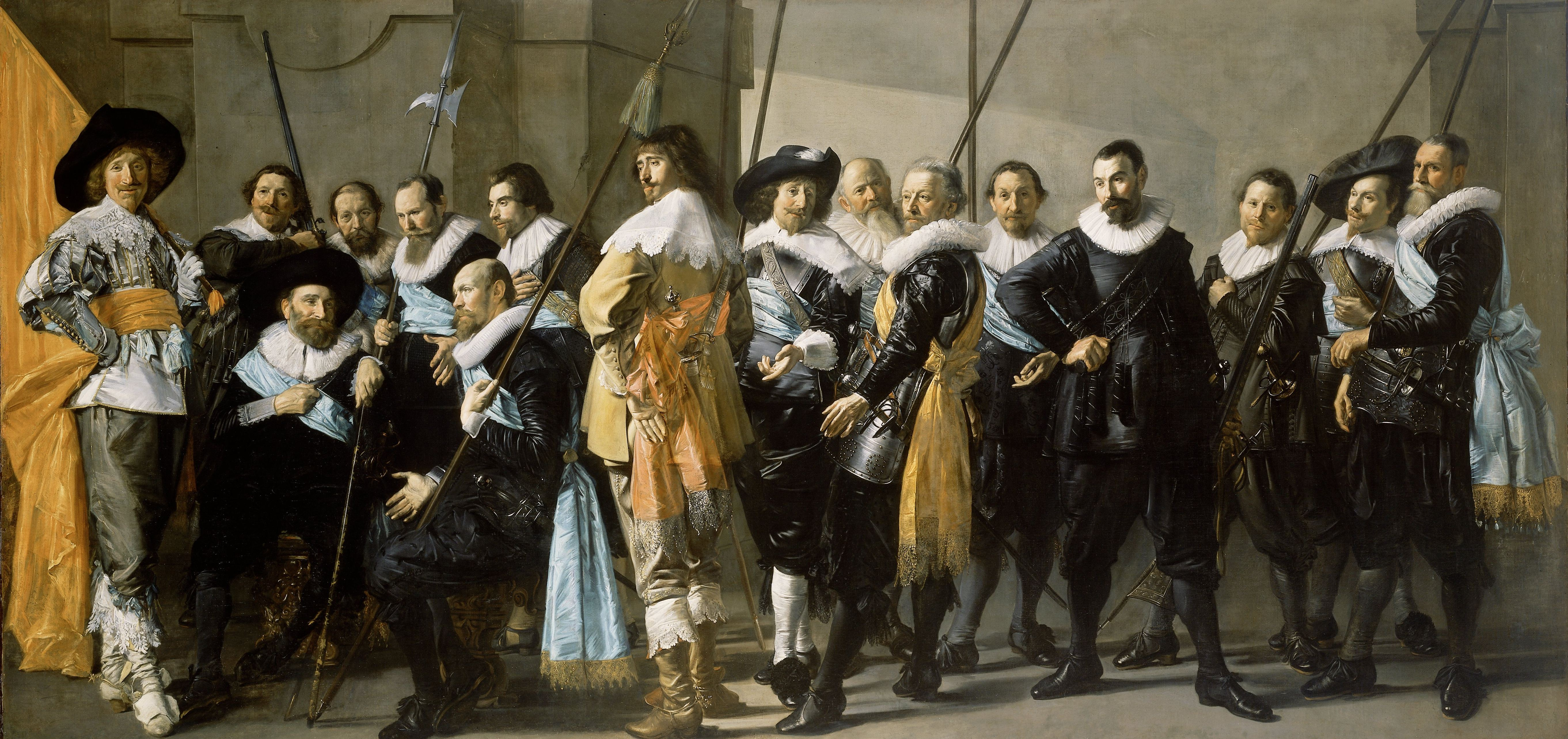
《軍官的商行》，弗蘭斯·哈爾斯和彼得·柯德，1633-37

荷蘭黃金時代繪畫指的是17世紀荷蘭黃金時代時的繪畫， 這段時期大致涵蓋了17世紀，正值荷蘭歷史上的八十年戰爭（1568-1648年）後期及戰後，當時荷蘭正爭取獨立。新成立的荷蘭共和國成為了世界上最富庶的國家之一，尤其是在歐洲，它在商業、科學和藝術領域都居於領導地位。
組成這個新國家的北方荷蘭省份，傳統上在藝術領域的重要性低於南方的佛蘭德斯各城市。戰爭帶來的動盪以及大規模的人口遷徙，加上與舊有的君主制和天主教文化傳統的決裂，意味著新的荷蘭藝術必須重新自我發明，而這個過程相當成功。宗教題材的繪畫急劇下降，但各類風俗畫與世俗題材的市場迅速擴大。
儘管荷蘭黃金時代繪畫被歸類於巴洛克繪畫的範疇，但並不像附近的佛蘭德人的作品，荷蘭黃金時代繪畫缺乏其他巴洛克畫作應有的對宏大華麗的熱愛和理想化特征。相反，它更貼近於早期尼德蘭畫派細緻寫實的傳統與現實主義風格。
這一時期的顯著特徵之一是繪畫類別的多樣化，絕大多數藝術家專注於某一類別的創作。這種專業化的全面發展可以追溯到1620年代末期，並且從那時起到1672年災難年法國入侵才漸漸衰落。這段時期是黃金時代繪畫的核心時期，藝術家通常在其職業生涯中專攻肖像畫、風俗畫、風景畫、海景畫或靜物畫，並經常在這些類別中進一步細分出特定的子類型。這些題材在西方繪畫中是全新的，而荷蘭畫家在這一時期對這些題材的詮釋，對其未來的發展起到了決定性作用。

## 類型

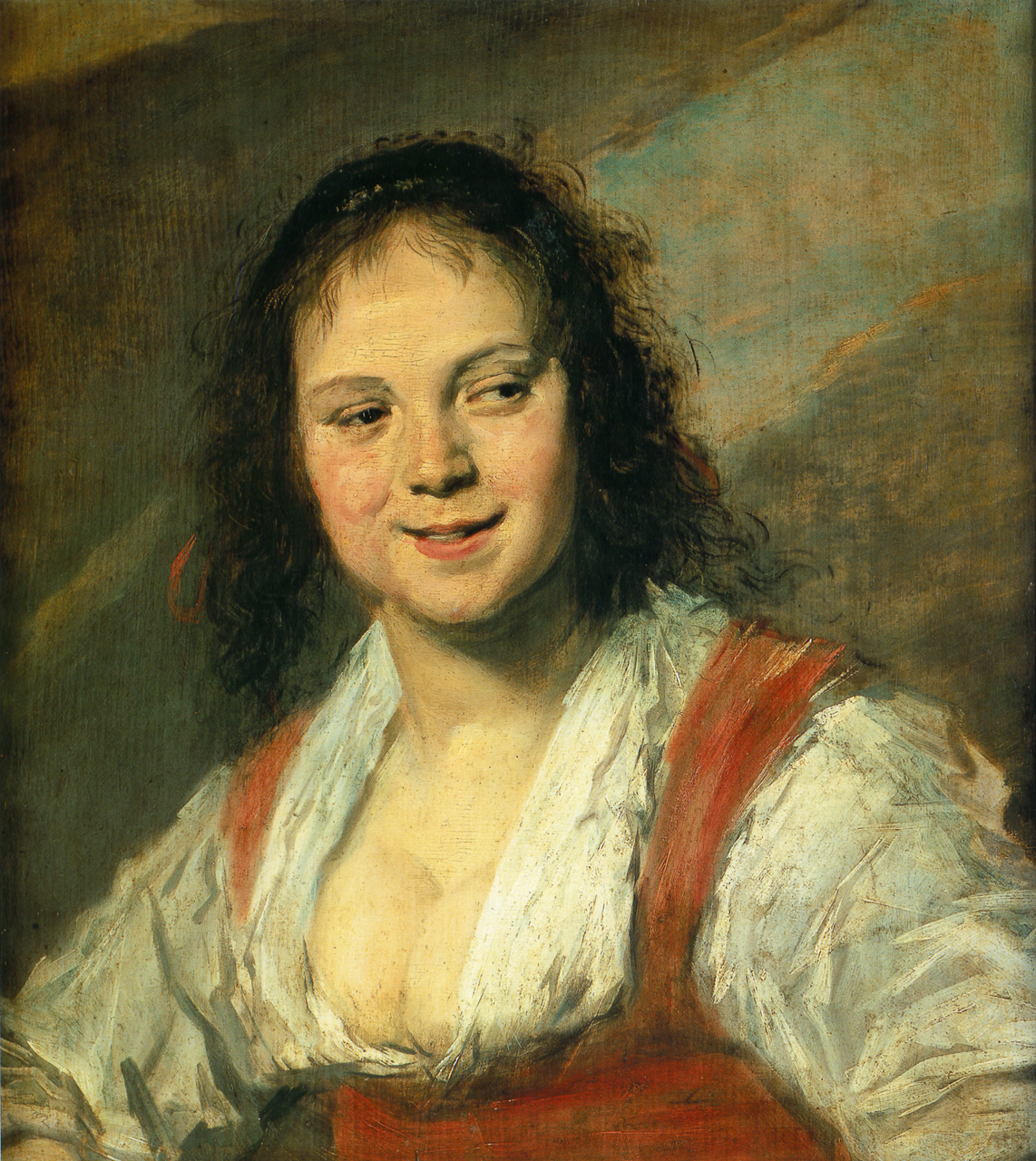
弗蘭斯·哈爾斯的“tronie”（一種繪畫類別，荷蘭語：“人臉”）《吉普賽女郎》，1628–30

與早期歐洲繪畫時期相比，由於加爾文宗禁止宗教肖像的緣故，荷蘭黃金時代的宗教主題畫作並不多。就算是聖經主題作品可以用來做私人收藏，但也很少有畫家專注於這一領域。歷史畫和肖像畫這兩類傳統題材仍然存在，除此以外，荷蘭黃金時代繪畫幾乎涵蓋了所有的繪畫類別，從風景到花鳥、從人物到靜物無一不有。 荷蘭黃金時代的畫家對後來這些繪畫類別的發展也產生了深遠的影響。
在繪畫領域普遍存在著“藝術題材等級制度”的理論，根據這一理論，歷史畫的級別最高，因此許多畫家趨之若鶩。然而實際上歷史畫的市場並不大，即使是倫勃朗這樣的名家也發覺歷史畫難以脫手。於是大批的畫家又轉向了其他的領域，如次等的肖像畫、風俗畫、風景畫和靜物畫以便謀生，荷蘭人雖然轉向“較低”級別的繪畫，但並未完全拒絕題材等級的概念。
當時的荷蘭繪畫都比較小幅，因此又被稱為「荷蘭小畫派」，一般只有繪製群像的時候才有大幅作品出現。壁畫這時已經不流行了，大部分的作品都是繪製在木板上，然後裝裱起來掛在墻上，儘管西歐其他地區已經放棄了木板，有些畫家甚至使用銅板，通常是從版畫中回收利用的銅板。此外，黃金時代遺留下來的許多畫作，在18和19世紀被新作品覆蓋，導致存世數量減少——當時回收劣質畫作抹去舊作通常比購買全新的畫布、畫框和支架便宜，此外版畫也較為流行。但在雕塑領域，荷蘭黃金時期的雕塑非常少見，主要出現在墓碑紀念碑和公共建築上，歐洲家庭中的會擺放的小型雕塑被銀器和陶瓷取代，而瓷器、銀器上的繪畫亦有一定的受眾，可以說荷蘭黃金時代的最優秀的藝術精力都集中在繪畫和版畫創作上。

## 藝術界

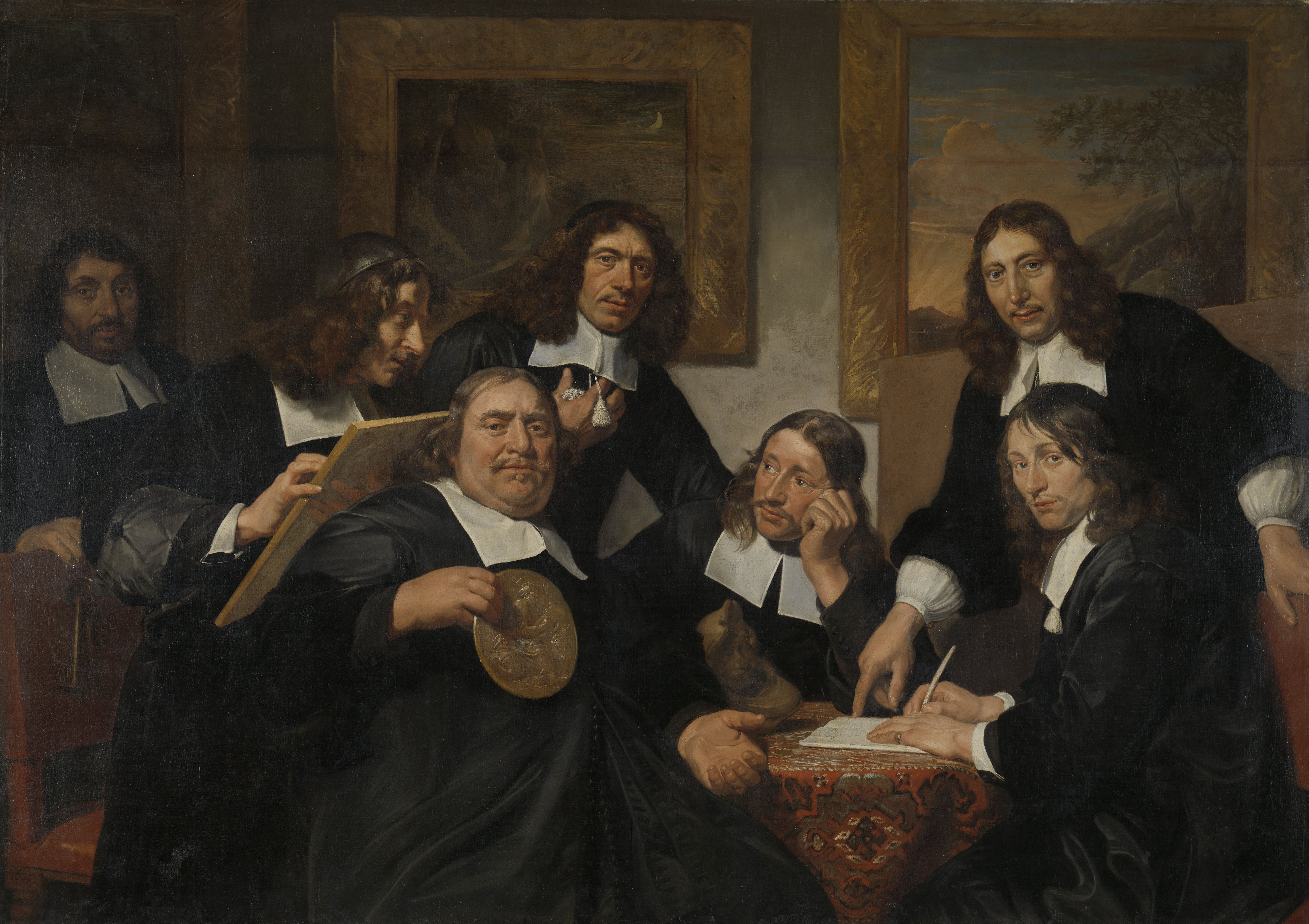
《圣路加哈勒姆协会》，揚·德·布雷，1675。畫中左二是畫家自己

當代的荷蘭繪畫數量極多，據估計在1640年之後的20年內荷蘭畫家繪製了大約130萬幅作品。 因為數量太多，其價格也就直線下降，只有那些名家的作品才能賣出不錯的價錢。而迅速變换的時尚概念，使得揚·弗美爾、弗蘭斯·哈爾斯和倫勃朗這些被後世尊為大師的畫家都曾一度難以為生。許多畫家不得不兼職做其他工作，甚至最終放棄繪畫者也大有人在。而災難年之後，整個藝術市場經歷了大蕭條，之後也再沒能回到從前的高度。
與興起的藝術市場相應，荷蘭也出現了大量的藝術商。弗美爾和其父、揚·凡·哥亞和威廉·卡爾夫等畫家也兼職畫商。經營倫勃朗作品的畫商漢德瑞克·凡·伍倫伯格和其子赫里特是其中的巨頭。他們經手最多的非委託作品要屬風景畫，根據當代畫家薩繆爾·凡·霍赫斯特拉滕所述，風景畫家是“藝術大軍里的寻常步卒”。
當時畫家雖然並不像前辈那样關心藝術理論， 但水平并不差，他們基本上是遵循中世紀的培訓系統從學徒做起，不斷磨練直到擁有自己的畫室。當時的畫室規模與意大利和佛蘭德相較規模較小，一般一個畫室只有一到兩名學徒，實際上這部分是由於畫家協會的限制。共和國早年的動蕩使得許多南方畫家流離失所，他們逃難到北方之後就開始建立藝術家行會或協會來維護自己的利益，它們統稱聖路加協會。 萊頓當局在1648年以前一直抵制畫家協會。
然而協會這一控制著畫家培訓和畫作銷售的古老的體制逐漸為人們所摒棄，只關心畫家培訓的學園佔據了主導地位。海牙的藝術家就在1656年組成了學園式的組織“Confrerie Pictura” ，人們逐漸意識到，行會與協會控制藝術培訓和銷售的舊模式已不再有效，協會逐漸被學院取代，學院通常只關注藝術家的培訓。在這一時代，除去肖像畫外，很少有荷蘭畫作是委託專門創作的。這在後世成為了整個歐洲藝術界的普遍現象。 藝術家之間也通過通婚來保持聯繫，許多畫家的妻子都是他們老師或其他藝術家的女兒。

## 歷史畫
這一類別不僅包括描繪歷史事件的畫作，也包括描繪聖經、神話、文學和寓言場景的畫作。近期的歷史事件則不屬於這一類別，而是以現實主義的方式處理，會將肖像與海景、城鎮風景或自然風景題材結合在一起。與其他歐洲國家不同，大型的戲劇性歷史畫或聖經畫在荷蘭缺乏市場，也很少有大型的貴族巴洛克式府邸可以展示這類作品，因此較為少見。不僅如此，荷蘭主要城市的新教人口曾目睹過在荷蘭獨立戰爭期間，哈布斯堡王朝失敗的寓言主義宣傳，這導致了一種對宏大視覺修辭的懷疑與現實主義的強烈反饋。大型歷史畫在荷蘭逐漸成為了一種“小眾藝術”，不過歷史題材的版畫則迎來了新的市場。
與其他類型的繪畫相比，荷蘭歷史畫家更受義大利繪畫的影響，義大利的版畫和複製品在荷蘭流傳，為荷蘭畫家提供了某些構圖、顏色等藝術形式的方法。荷蘭畫家在光線描繪方面的精湛技巧源自義大利的風格中，一些荷蘭畫家也曾前往義大利學習。

## 肖像畫
17世紀的荷蘭肖像畫蓬勃發展，大量的商人階層比其他國家同樣階層者更願意委託肖像畫。在整個黃金時代，肖像畫的總產量大約在75萬到110萬幅之間。 如伦勃朗在他年輕擔任阿姆斯特丹的肖像畫家的時期，在財務與經濟上的達到了巔峰時期，但就像其他藝術家一樣，他逐漸也對為市民繪製肖像感到厭倦。

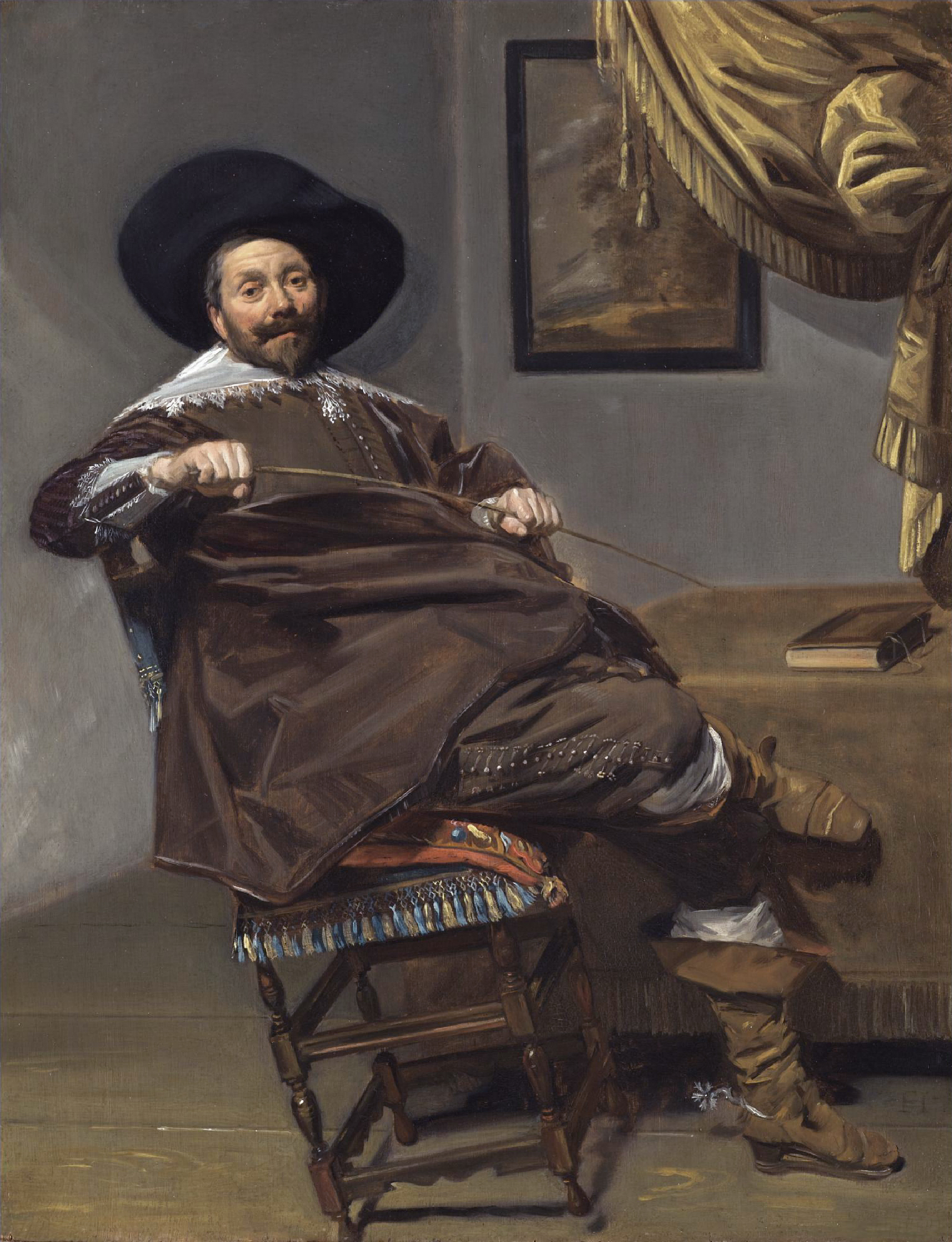
弗蘭斯·哈爾斯，《威廉·海圖伊森 》(1634)，47 公分 × 37 公分（19 英寸 × 15 英寸）

荷蘭的肖像畫並不像17世紀歐洲其他地區的巴洛克肖像畫那樣的誇耀和過度修辭，畫中男性和女性人物多穿著樸素服飾，也在加爾文主義的影響下於背景中放入道具、財產或土地景觀等顯示驕傲之罪的警惕，這些技法與形式讓許多荷蘭肖像畫呈現一種較為單調的單一感。荷蘭的肖像畫甚至很少描繪站姿，因為全身像可能會顯示出被繪者驕傲自大的模樣，尤其當描繪女性時，姿勢更是不能太過張揚，不過在繪製兒童時則較為自由。婚姻是最常見的肖像畫主題，新婚夫婦分別用兩幅畫繪製，佔據兩幅畫框，形成成對肖像。伦勃朗後期的肖像畫以強烈的性格描寫和敘事元素著稱，但即使是他早期的肖像畫，大量展示時也會讓人感到壓抑，例如紐約大都會藝術博物館收藏的“初期林布蘭”作品。
此時期的另一位知名的肖像畫家是弗蘭斯·哈爾斯，他以其著名的活潑筆觸和讓人物看起來輕鬆愉快而聞名。他的知名肖像畫作品威廉·海特惠森的肖像就以其極為“隨意的姿勢”為特色。 托馬斯·德·凱瑟、巴特洛梅斯·范·德爾赫斯特、費迪南·博爾及其他一些歷史畫家和風俗畫家也試圖使傳統肖像作品更具活力，與其他類型的繪畫相比，肖像畫受時尚潮流的影響較小，因此對荷蘭藝術家來說仍是相對保險的選擇。
衣服被視為畫作中非常重要的一部分，從服裝的細節可以區分已婚和未婚的女性，這也顯示出除了家庭群像外，極少有單身女性被畫作 。蕾絲和皺褶領子是對畫家不可避免的挑戰，畫家們不得不克服這些細節，特別是對於追求寫實的畫家。伦勃朗發明了一種更有效的方式來描繪花邊：他會先用寬大的白色筆觸打底，然後用黑色輕輕點畫出圖案，也可以先畫一層黑色，再用白色畫出花邊，最後用刷子的末端刮掉白色，露出黑色底層，從而顯示出圖案 。
一種結合了肖像畫、歷史畫和風俗畫元素的獨特畫作類型是Tronie，這類作品通常是一個單獨人物的半身像，重點是捕捉一種不尋常的情緒或表情，模特的身份並不重要，但他們可能會扮演一個歷史人物，並穿上異國或歷史服裝。揚·利文斯和伦勃朗是這一類型的開創者之一。

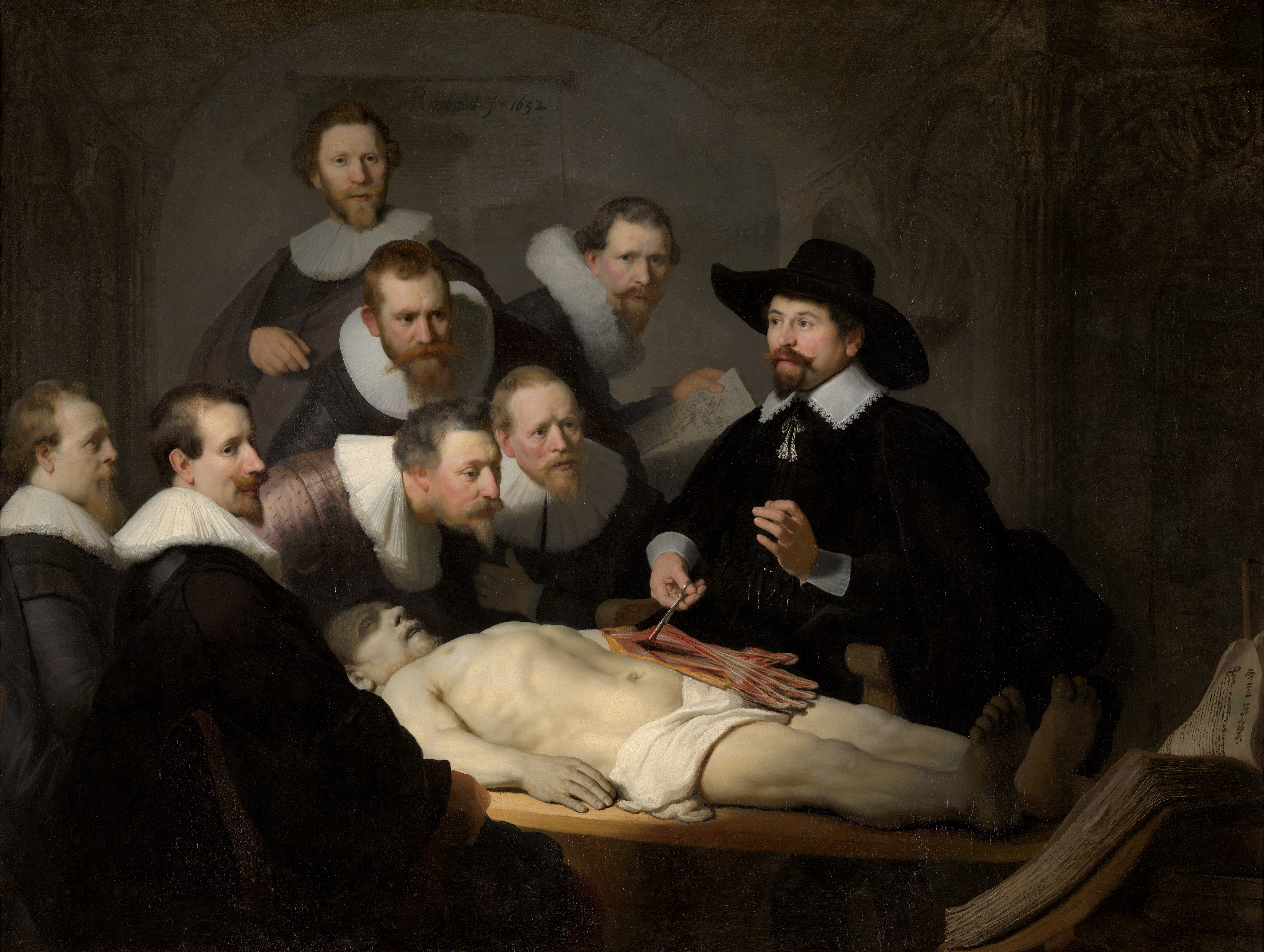
伦勃朗，《尼古拉斯·圖爾普博士的解剖課》

家庭肖像畫則像佛蘭德斯地區一樣，會在戶外花園中繪製，但不會像後來的英國那樣展示廣闊的視野，在服飾和情緒上也較為非正式。群體肖像畫是荷蘭的一項發明，受到大量公民團體的歡迎，如城市的民兵警衛隊、市民自衛隊、行會和慈善機構的董事會等。特別是在17世紀前半葉，這些畫作通常在構圖上非常正式，群體經常圍坐在桌子旁，每個人都看向觀眾，服裝和家具等社會地位的標誌也被仔細描繪。
群體肖像的委託如科學家們經常以研究工具和周圍物品作為背景，醫生們聚在一起圍著一具屍體，這種作品被稱為“解剖課”，其中最著名的作品是伦勃朗的《尼古拉斯·杜爾博士的解剖學課》。

林布蘭，《夜巡》，363 公分 × 437 公分（142.9 吋 × 172.0 吋）

大多數民兵群體肖像畫都是在哈勒姆和阿姆斯特丹委託的，這些畫作比其他類型的肖像畫更加華麗和輕鬆且規模更大。早期的作品展示了他們在用餐的場景，而後來的作品則顯示大多數人物站立，形成更動態的構圖。伦勃朗的著名作品《夜巡》是一項雄心勃勃但不完全成功的嘗試，旨在展示一個正在出發巡邏或遊行的團體，同時也創新地不使用典型的寬闊構圖。
群像的費用通常由參與者共同承擔，且多為不平等分攤。所支付的金額決定每個人畫作中的位置，無論是全身正裝的前景，還是僅露臉的背景。有時所有團體成員也會支付相同金額，並因有些成員在畫作中獲得了比其他成員更顯著的位置而產生爭執。在阿姆斯特丹，這些畫作最終都會被城市理事會所擁有，如今許多作品都在阿姆斯特丹歷史博物館展出；而在荷蘭以外的地區則沒有類似的重要範例。

## 風景畫與市景畫

揚·范·戈延, 《阿納姆》

荷蘭風景畫指在17世紀荷蘭共和國建立後，用一種全新的觀看方式去描繪平淡、平坦、水景、以及幾乎毫無特色的鄉土風光，是在17世紀的荷蘭藝術中是一個主要的流派。這種發展歸功於受15世紀和16世紀的佛蘭德斯（特別是安特衛普），尤其是大氣透視法技巧的純熟。這些作品並不特別寫實，甚至部分來自想像，並且經常使用從高處半空俯瞰的視角，這些風景並不屬於傳統神聖的宗教或神話畫作，也不是鄉間勞動景象，它們並不敘事內容。荷蘭風景畫在其他方面也異於17世紀歐洲別處的風景畫，鮮少顯露出對私有財產的自豪，也不嘗試回憶古典的過去。

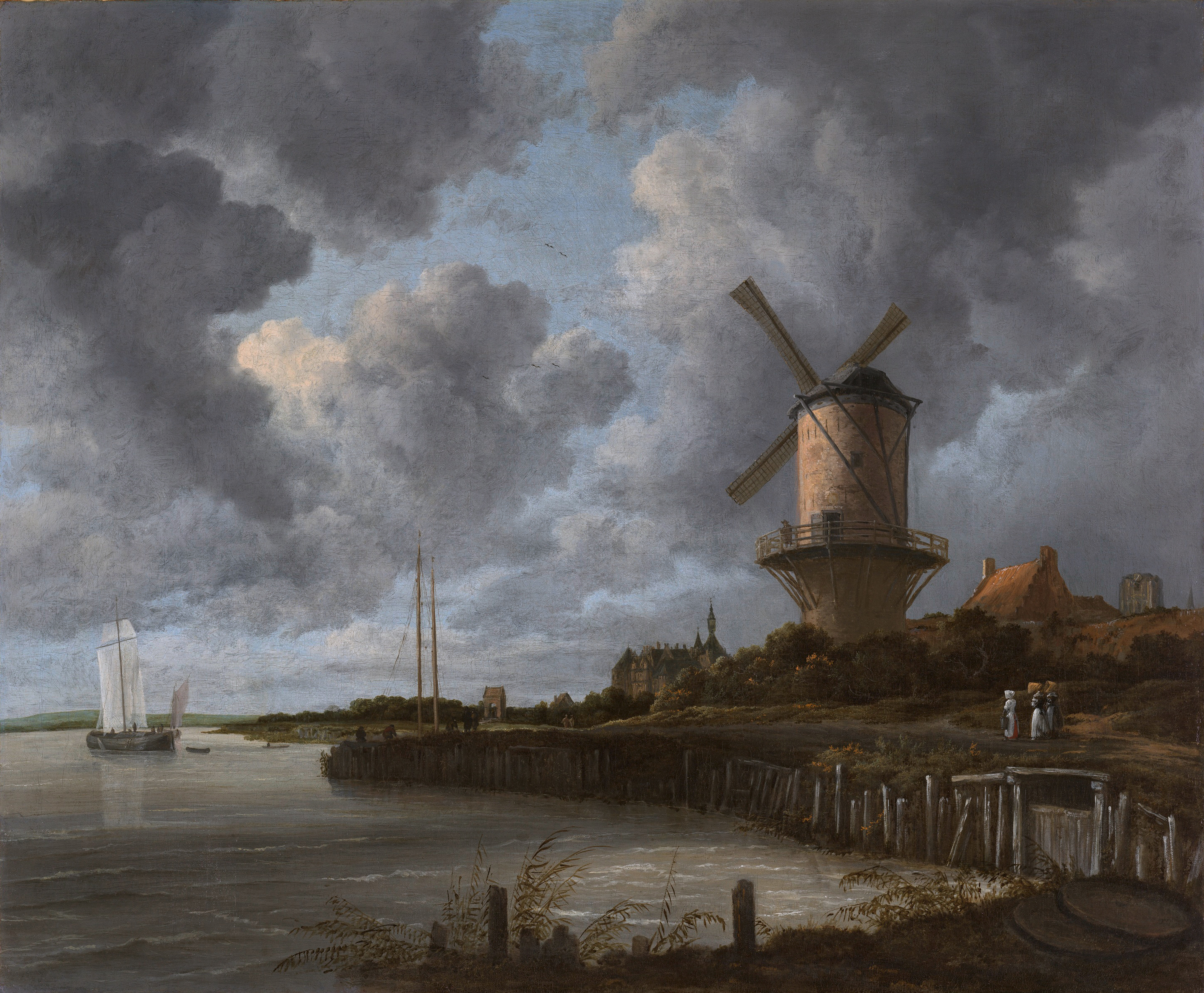
魯伊斯達爾，《韋克的風車》 (1670)

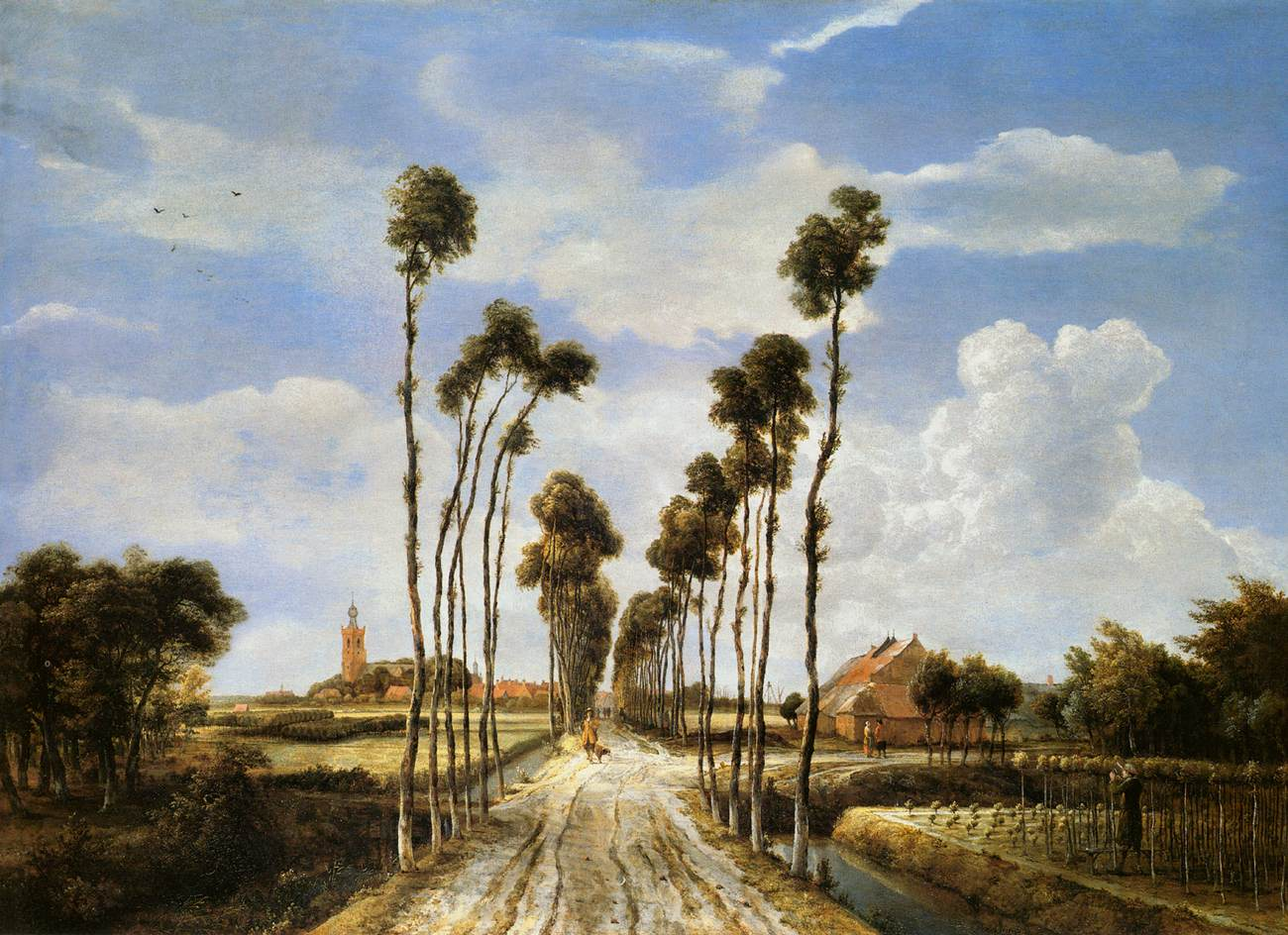
邁因德特·霍貝瑪, 《米德爾哈尼斯大道》，1689 年，103.5 × 141 公分。倫敦國家美術館

荷蘭風景畫的寫實風格，強調低地平線，使得畫作可以突出典型的雲層形態。荷蘭氣候中常見的壯觀雲層是當時風景畫的特色，這些雲層塑造了特有的光線效果。最受歡迎的主題包括西海岸的沙丘、沿河廣闊的牧場以及河邊的牛群，遠處城市的剪影則經常作為背景的元素，冬季的冰雪景觀，凍結的運河與小溪也是常見題材。由於荷蘭依賴海洋進行貿易，與海洋進行土地爭奪，並且在海洋上與其他國家爭戰，海洋也是一個重要的繪畫主題。
早期現實主義風景畫的代表人物包括埃賽亞斯·范德費爾德（1587–1630）和亨德里克·阿弗坎普（1585–1634），兩位畫家也因其風俗畫作品而知名，同一幅畫作可以同時歸類為風俗畫和風景畫。從1620年代後期開始，荷蘭風景畫進入了“色調時期”，藝術家們軟化或模糊了輪廓，專注於捕捉大氣效果，天空佔據了畫面的主導地位，而人物通常渺小或缺席，水景也成為常見的元素。這一時期的代表畫家包括揚·范·戈延（1596–1656）、薩洛蒙·范·魯伊斯達爾（1602–1670）、彼得·德·莫林（1595–1661），以及海景畫家西蒙·德·弗里格爾（1601–1653）。揚·范·戈延可說是此類風景的畫家中，最具天賦也最多產的一位，他留下了大約1200幅畫作和1000多幅素描。 許多人因此模仿他的風格，一項研究列出了超過75位至少在一段時期內遵循范·戈延風格的藝術家，其中包括阿爾伯特·克伊普。
從1650年代開始，荷蘭風景畫進入了“古典時期”，仍然保留了前期的氛圍特質，但構圖彰顯表現力，光影和色彩的對比也更加強烈。這一時期的作品中常常以一棵“英雄樹”、風車、塔樓或在海景畫中以一艘船作為構圖的支點。 這時期的代表畫家是雅各布·范·魯伊斯達爾（1628–1682），他創作了涵蓋了幾乎所有典型的荷蘭題材的大量風景畫，包括北方風格伴隨著湍急的河流和瀑布的山區松林。

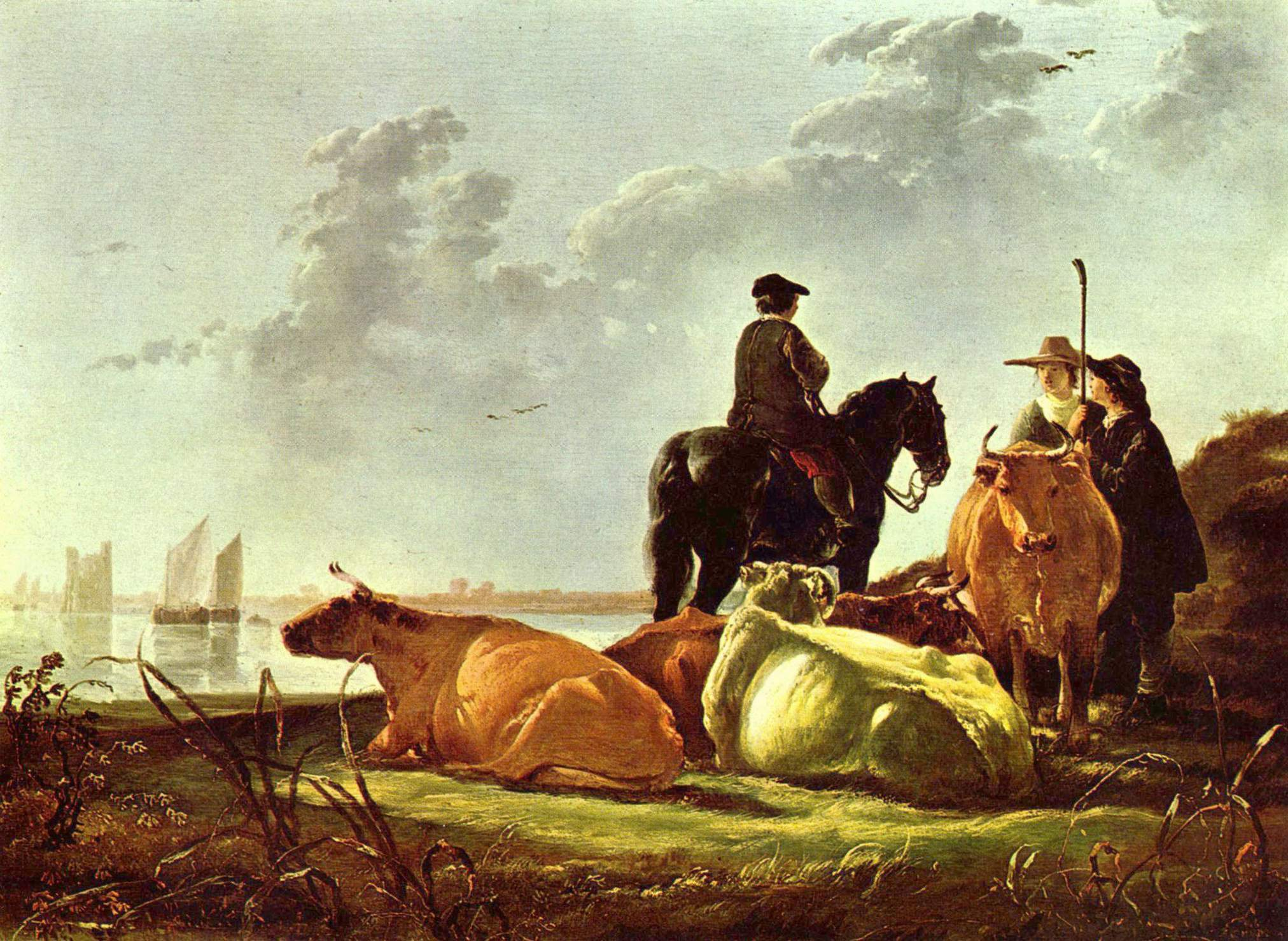
克伊普, 《默韋德河邊的農民與牛》

魯伊斯達爾的學生邁因德特·霍貝瑪（1638–1709）也同樣是這時期的代表性人物，他的作品《米德爾哈尼斯的大道》（1689年，倫敦）是最知名的荷蘭風景畫作品之一。其他兩位風格更為個性的畫家是阿爾伯特·克伊普（1620–1691）和菲利普斯·科寧克（1619–1688）。克伊普的畫作以黃昏的義大利式金色光線為特色，科寧克的則經常描繪廣闊的全景。
城市景觀或是建築（尤其是教堂），在這個時期的荷蘭也有相當數量的作品。早期主流風格還是以想像中的北方風格主義建築和市景為主，然而隨著現實主義開始盛行，建築物的外部和內部開始被描繪，而對透視法理解的提高，藝術家們也熱衷於將其應用到建築繪畫中，並且有幾位畫家專門描繪教堂內部。
赫里特·貝克海德（Gerrit Berckheyde）專注於描繪城市主幹道、廣場和主要公共建築。揚·范德海登（Jan van der Heyden）則更多描繪常伴有樹木和運河的鄉間阿姆斯特丹景觀。

## 海洋畫
黃金時代的荷蘭依賴海上貿易獲取財富，也在此期間與英國及其他國家爆發海上衝突與戰爭，荷蘭國內也遍布著河流和運河。這些原因都讓海洋畫這種類型的藝術在荷蘭廣受歡迎。荷蘭藝術家們對這類畫作做出更多的發展，既有描繪海戰記錄荷蘭海軍鼎盛時期的畫作，也畫下海上的寧靜場景，並更受到大眾的喜好，船隻通常在海上，停靠在港口的場景則相對鮮少見到。
畫作中的小型船隻經常會懸掛荷蘭三色旗，可以將它們識別為海軍或其他政府船隻，而許多畫作也會包含一些陸地，如從海灘或港口望去的視角或是橫跨河口的景象。有些藝術家則專注於河流場景，從薩洛蒙·范·魯伊斯達爾的小型畫作中的小船和蘆葦叢，到阿爾伯特·克伊普主要描繪夕陽落在寬闊河流上的景緻的大型義大利風格風景畫。嚴格來說，海洋畫是風景畫的一個子類，兩者共享許多特徵，特別是兩者都對於天空的描繪下了許多研究；許多風景畫家也會創作了海灘和河流場景，他們將重心放在船隻本身上，而不是像早期幾十年中那樣強調海洋和天氣。

## 風俗畫

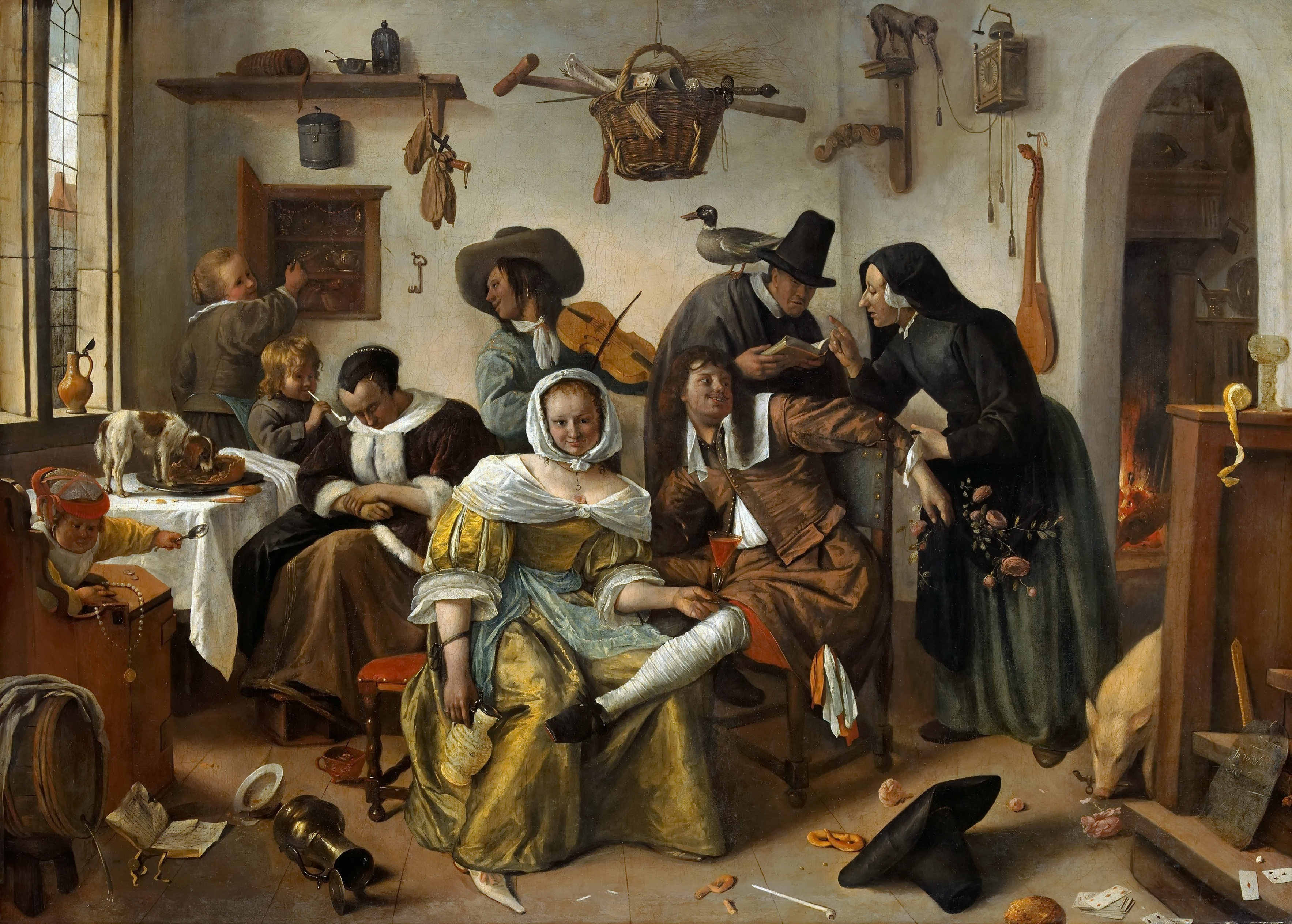
典型的揚·斯坦風俗畫（c.1663）

風俗畫是一種關注日常生活瞬間的作品，這類畫作主要描繪沒有特定身份的角色。風俗畫與風景畫的發展及其受歡迎程度是荷蘭繪畫在黃金時期最具特色的現象之一。許多作品展示單一人物，如維梅爾的《倒牛奶的女僕》，一些作品則描繪大型社交場合或擁擠的群眾
風俗畫中有許多子類型：單一人物畫、農民家庭、酒館場景、快樂的派對、女性在家務活中的場景、鄉村或城市慶祝活動（這類場景在佛蘭德斯繪畫中更常見）、集市場景、軍營場景、馬匹或農場動物、雪景、月光下的場景等等。這些子類型中的大多數在荷蘭語中都有具體的術語，但「風俗畫」的類型名稱直到18世紀後期才定名。 風俗畫的尺寸較小，細節清楚再現熟悉的世界，很適合掛在中產階級住家的起居室，反映出屋主的觀點，因此它們常被視爲應贊助者而生之藝術。
雖然風俗畫提供了許多關於17世紀各階層市民日常生活的情景，但這些畫作並不完全寫實。 它們呈現的是藝術史學家所稱的「現實效果」，而非真實的現實描繪，不同藝術家對這種效果的運用程度也不盡相同。許多看似描繪日常場景的作品實際上展現了荷蘭社會中的諺語或格言，或傳達了需要由藝術史學家來解讀道德信息。許多藝術家與委託者試圖兼顧兩者，既享受描繪混亂家庭或妓院場景的樂趣，又在其中提供一個道德解釋——揚·斯坦的作品便是一個例子。

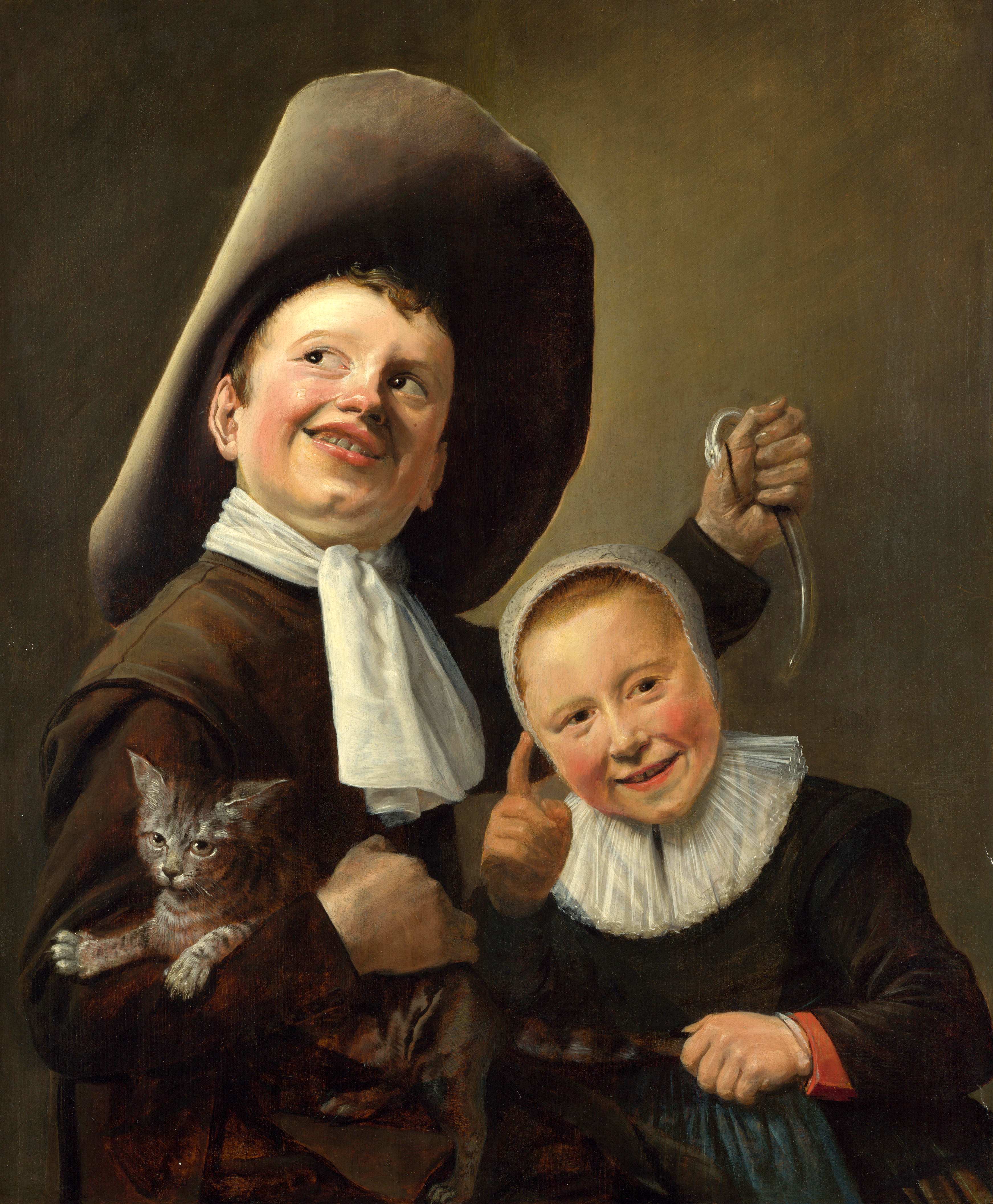
朱迪思·雷斯特，《男孩和女孩與貓和鰻魚》

風俗畫的標題經常區分「酒館」、「客棧」與「妓院」，但實際上這些場所通常是同一種設施，當時許多酒館會在樓上或後面設有用於性活動：「前面是客棧，後面是妓院」是當時荷蘭的一句諺語。 從20世紀初開始，藝術史學家開始用諺語、俗語和格言來解釋許多風俗畫，常見的解釋來源是荷蘭與中代表性暗示的雙關語：例如，陰道可以用琵琶（luit）或長襪（kous）來代表，性交則可以用鳥（vogelen）來隱喻，純粹的視覺象徵也常是性暗示的代表，如鞋子、壺嘴、橫倒的罐子和酒瓶等。

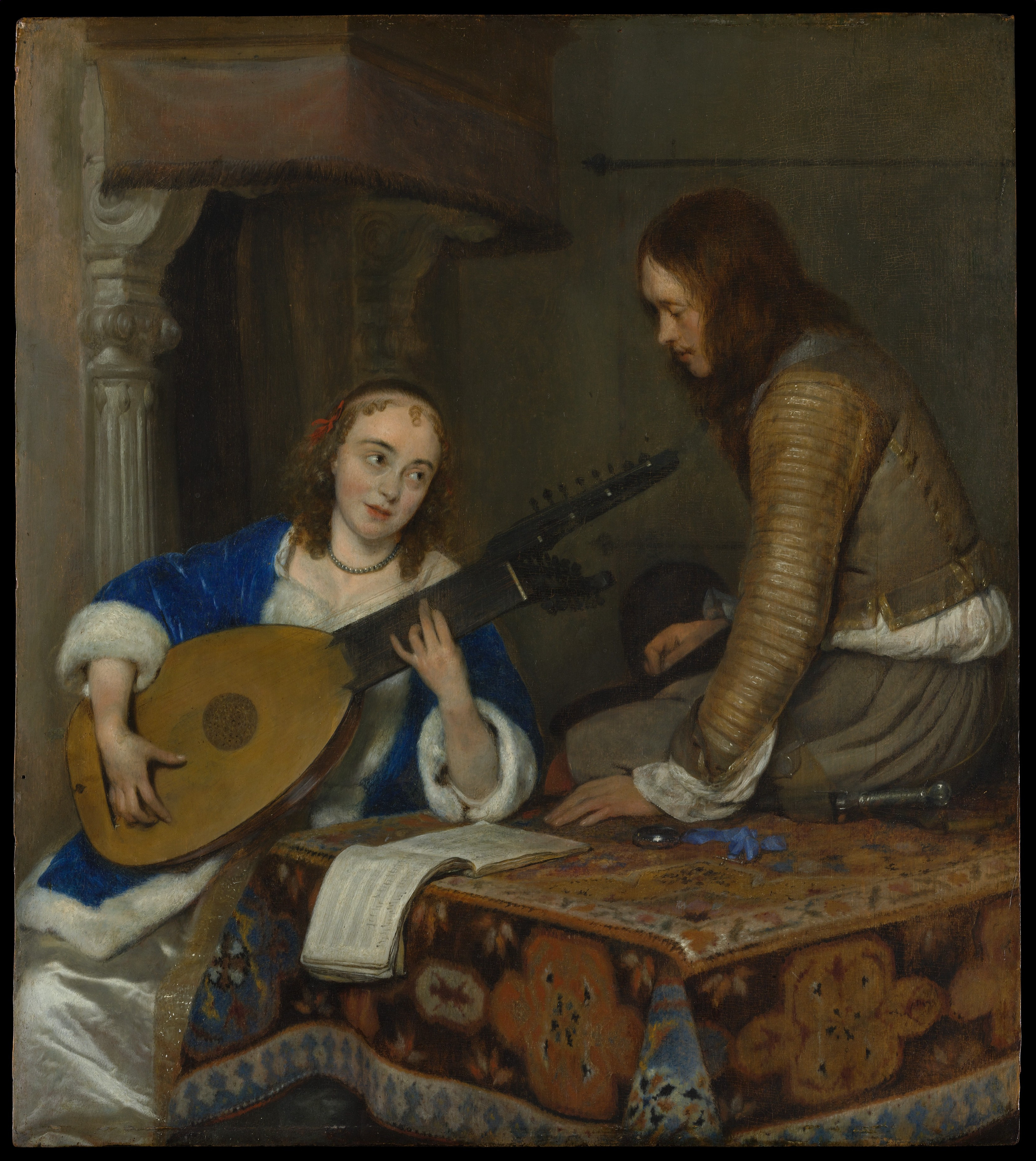
傑拉德·特爾·博爾赫 ,《演奏西奧博魯特琴的女人和騎士》

在這類描繪生活場景的畫作中，主要角色幾乎都是家中休息或工作的女性或家庭主婦，事實上荷蘭黃金時代的藝術中幾乎完全沒有描繪勞動階級男性工作的場景，畫中或許會有旅行者和閒散的民眾，但很少出現耕田的農夫。 且荷蘭雖是當時歐洲最重要的海洋貿易國，但關注碼頭工人或其他商業活動的畫作也相當少。

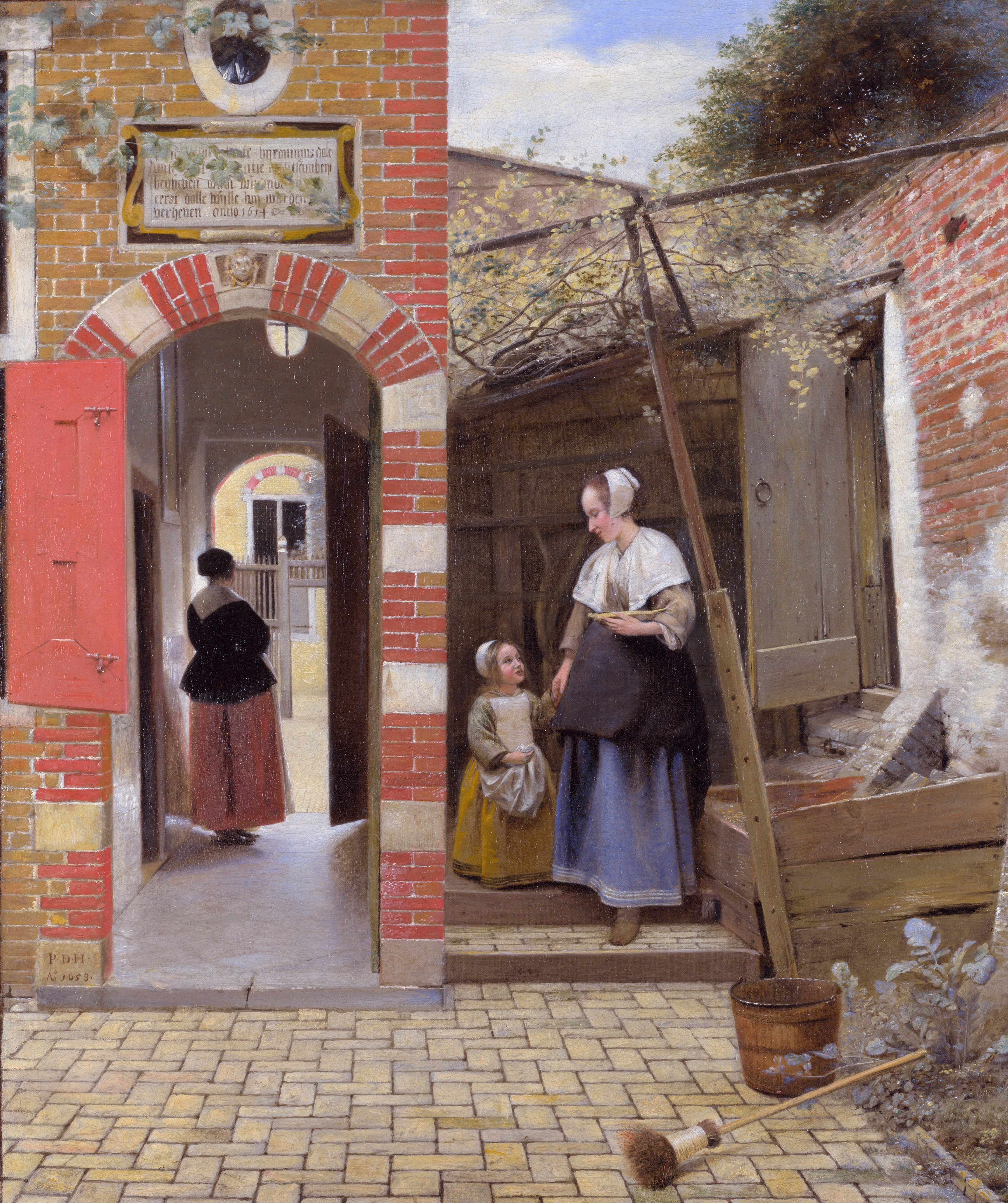
彼得·德·霍赫，《代夫特一棟房子的庭院》

這類型畫作的代表性人物如范德費爾德（Van de Velde）、哈爾斯等，前者同時也是風景畫家，後者則主要以肖像畫聞名，但在職業生涯早期也繪製與肖像畫相同尺寸的風俗人物畫。 。在風俗畫中常描繪單一人物或小團體，尤其是包括婦女和兒童的情景，該時期最著名的女性畫家朱迪思·雷斯特（1609–1660）專門描繪這類場景。萊頓的「細密畫派」（fijnschilder）以創作小而精緻的畫作著稱，代表藝術家包括赫里特·道、加布里埃爾·梅曲、老弗朗斯·范米里斯（Frans van Mieris the Elder）及後來的威廉·范米里斯（Willem van Mieris）、霍德弗里德·斯哈爾肯（Godfried Schalcken）和阿德里安·范德韋夫（Adriaen van der Werff）。
這一代畫家與其前輩相比，其作品更加精緻，他們也創作肖像畫和歷史畫，是17世紀末最受推崇和報酬最高的荷蘭畫家們，他們的作品在全歐洲受到追捧。 風俗畫反映了荷蘭社會日益增長的繁榮，隨著世紀的進展，畫中的場景變得越來越舒適、富麗，並且細緻入微地被描繪出來，如以風俗群像為題材的畫家尼古拉斯·馬斯（Nicolaes Maes）、赫拉德·特博赫和彼得·德霍赫，他們對室內光線的運用與揚·維梅爾相似。維梅爾長期被視為默默無聞的畫家，但如今被認為是最受推崇的風俗畫畫家與黃金時代最出色的藝術家之一。

## 靜物畫

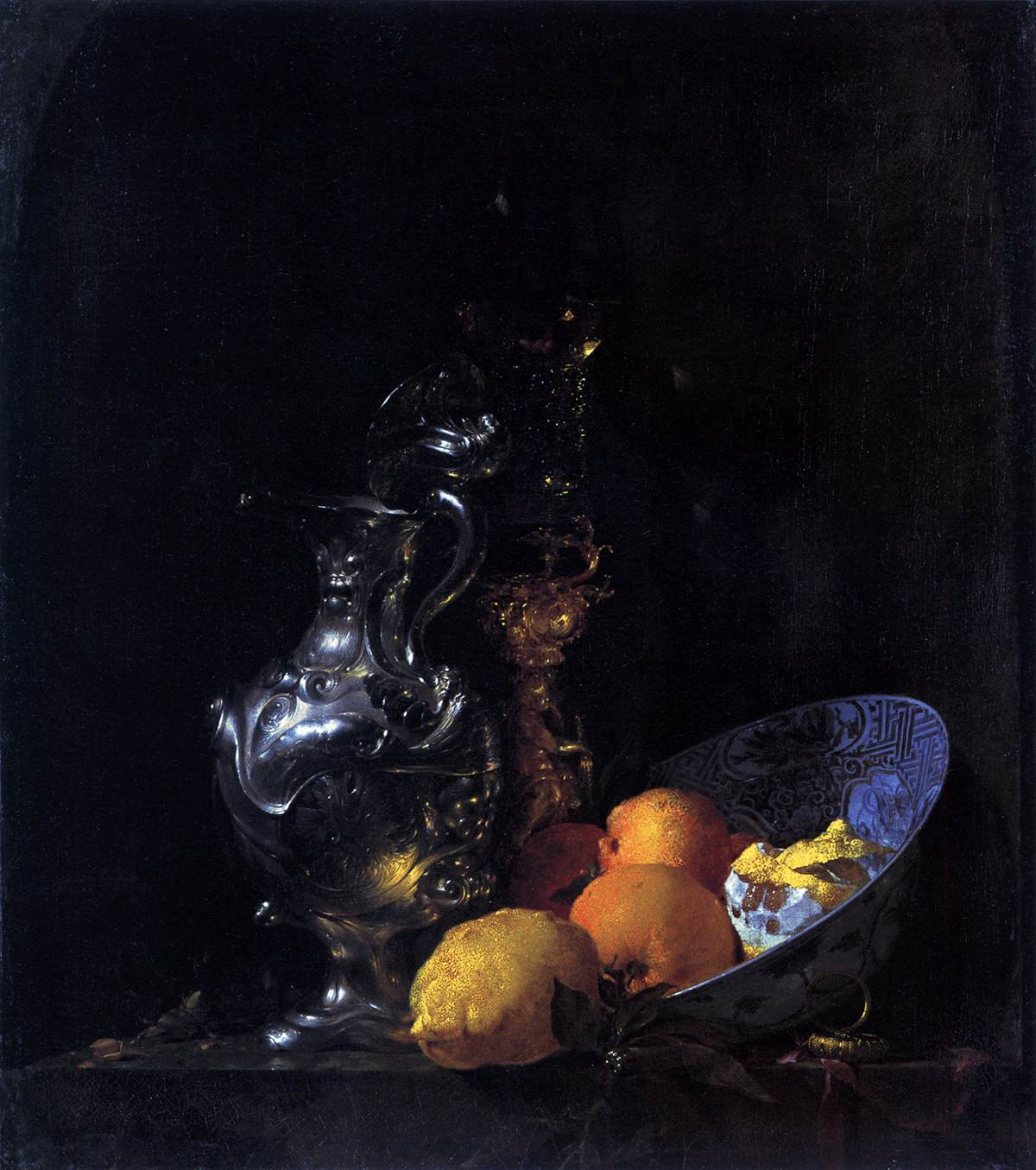
威廉卡爾夫的靜物作品

荷蘭黃金時代的畫家創作了大量靜物畫，意味著荷蘭人對「家庭文化」的熱愛，英文字詞「still life」來源便是荷蘭語「stilleven」，該詞在大約1650年開始使用。 靜物畫提供了畫家展示其描繪紋理、表面細節以及光影技巧的機會，各式食物、銀器餐具、精緻的花紋、桌布褶皺和花卉等元素都是對畫家的技藝一種挑戰。
荷蘭靜物畫包含多種主題類型：「banketje」是指「宴會場景」，而「ontbijtje」則是較為簡單的「早餐場景」。 大多數靜物畫都有道德的意涵，例如被稱作「虛空」（vanitas）的主題與感嘆生命短暫有關，畫中可能會出現明顯的符號如骷髏頭，或是隱晦的象徵如剝開一半的檸檬（如同人生，表面甜美，實則苦澀）， 或是花朵的枯萎，食物的腐爛，對靈魂無用的銀器等抽象的象徵符號。不過隨著時間發展，這些隱喻在世紀下半葉的作品中較不那麼強烈。

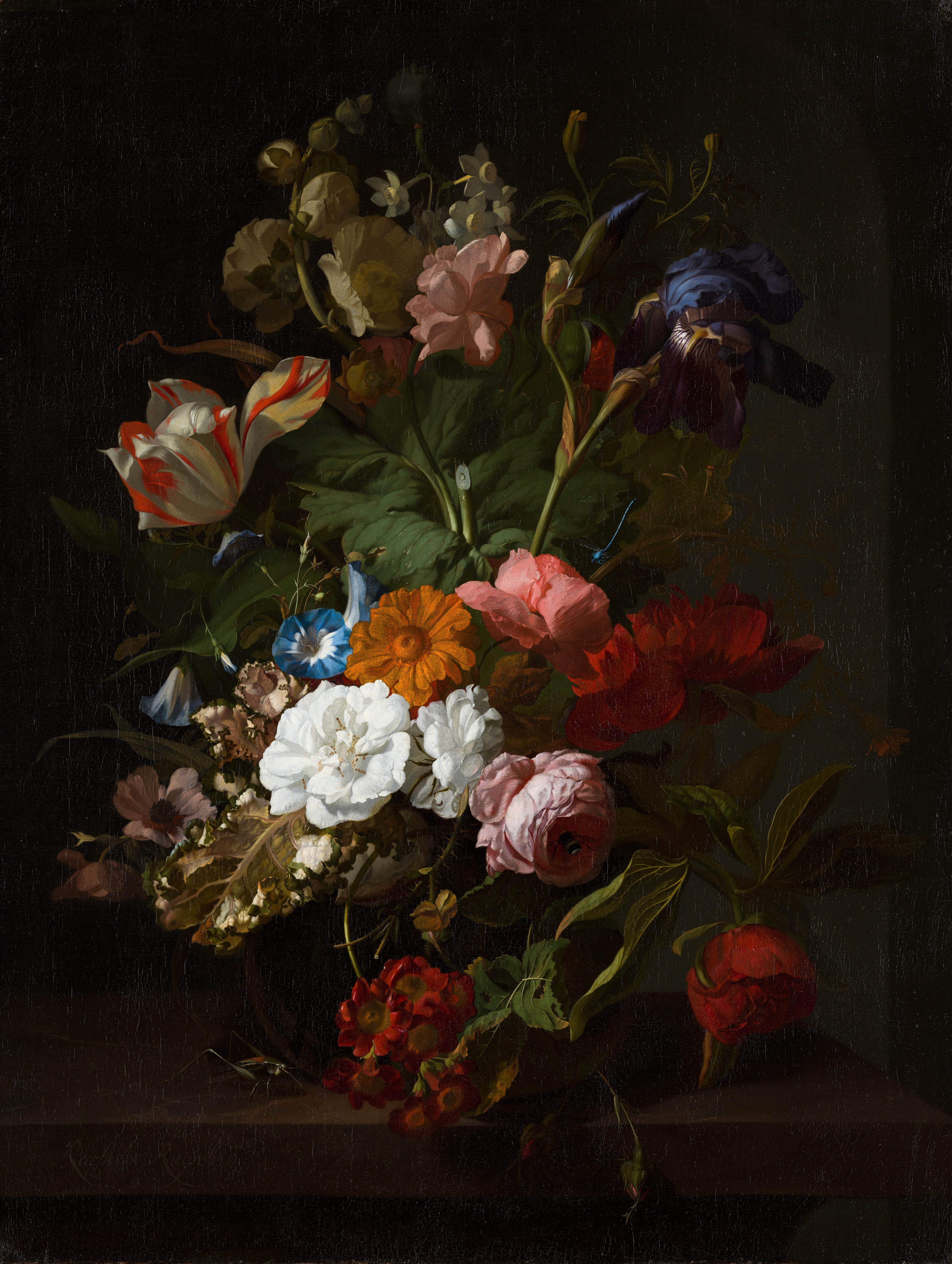
雷切爾·魯伊斯，《花瓶中的花》

最初畫中展示的物品以日常用品為主。不過從17世紀中葉開始，描繪昂貴和異國物品的「炫耀性靜物畫」（pronkstillevens）開始流行。 靜物畫中早期的寫實風格、色調風格和古典風格階段的發展在風景畫流變中也有類似的對應。 威廉·克萊松·赫達（Willem Claeszoon Heda，1595-約1680）和威廉·卡爾夫（Willem Kalf，1619-1693）引領了炫耀性靜物畫的發展。卡爾夫擅長於描繪奢侈品，例如銀製大酒壺、土耳其毯，以及盛有柳橙、檸檬的中國瓷碗（柳橙和檸檬在當時的歐洲是相當昂貴的水果）。他對構圖的判斷得以創造出形狀、色彩、質感、反射和透明感的和諧，影響了當代的畫家。
荷蘭的靜物畫中花卉也是相當重要的主題，早期的花卉作品光線較為明亮，花束的安排相對簡單。到了17世紀中葉，這些作品的構圖變得更加富有巴洛克風格，通常以深色背景為襯托，這一風格在威廉·范·艾爾斯特（Willem van Aelst，1627-1683）的作品中得到體現，來自萊頓、海牙和阿姆斯特丹的畫家們尤其擅長這一題材。第一個享譽國際的女性畫家雷切爾·魯伊斯(Rachel Ruysch)的花卉作品在當代享有很高的聲譽，其作品注重所有細節，每一片花瓣都用細膩的筆法打造的。17世紀的荷蘭人對花卉和園藝非常感興趣，突出自然之美的靜物繪畫因此受到高度重視，這有助於魯伊斯在職業生涯中建立並維持客戶，在她一生中，她的畫作售價高達750-1200荷蘭盾。相較之下，林布蘭的一幅委託很少能收到超過 500 荷蘭盾。
描繪死去的獵物以及根據死物創作的活鳥是另一種靜物畫的子類型，死魚是荷蘭人飲食中的常見元素，亞伯拉罕·范·貝耶倫（Abraham van Beijeren）創作了許多此類作品。

## 影響
17世紀荷蘭黃金時代繪畫的聲譽與影響力導致後來18-19世紀的幾代藝術家難以出名，甚至可以說直到梵谷之前的荷蘭畫家，幾乎都未能在荷蘭以外的地區廣為人知。早在黃金時期結束時，藝術家們就已經開始抱怨買家對已故藝術家的興趣超過了在世的藝術家。
荷蘭黃金時代大量的藝術品成為了老大師畫作收藏中的重要部分，而老大師這個術語本身就是18世紀用來形容荷蘭黃金時代藝術家的。 不過，荷蘭黃金時期的藝術名譽仍經歷了許多變化和轉折，許多藝術家的聲譽和市場價值經歷過戲劇性的變化，在浪漫主義時期，萊頓畫派的藝術家享有極高的聲譽，但到了19世紀中葉，寫實主義風格的作品則更受讚賞，唯一經歷時代更迭持續不變的是對林布蘭的敬仰與推崇。 而維梅爾直到19世紀才從默默無聞中被「拯救」了出來，他的許多作品雖然早已被收藏，但曾被歸類給其他藝術家所繪，這也證明了維梅爾畫作的品質早已受到認可。
在18世紀後期，荷蘭繪畫的腳踏實地的現實主義風格成為了英國「輝格黨的品味」，在法國則與啟蒙時期的理性主義和政治改革的抱負相聯繫。 到了19世紀，隨著對寫實主義的尊重，當代畫家開始借鏡風俗畫家，學習他們的技巧與運用物品講述故事的手法，並開始描繪類似的主題，所有荷蘭黃金時代畫家開創的藝術類型都出現在大幅的畫布上（靜物畫除外）。在風景畫方面，義大利風格畫家在18世紀最具影響力和廣受推崇，但浪漫主義畫家如約翰·康斯特勃則批評他們的虛假性，並偏好較為古典風格的畫家。 不過這兩種風格在19世紀相當受到歡迎並且都有長遠的影響。

## 擴展閱讀
- Alpers, Svetlana. The Art of Describing: Dutch Art in the Seventeenth Century, Chicago: University of Chicago Press, 1983, (review （页面存档备份，存于） by Ernst Gombrich)
- . New York: The Metropolitan Museum of Art. 1988  [2015-03-25]. ISBN 978-0-87099-509-5. （原始内容存档于2015-02-14）.
- Liedtke, Walter A. . Metropolitan Museum of Art. 2001  [2015-03-25]. ISBN 978-0-87099-973-4. （原始内容存档于2015-11-21）.

## 外部連結
- A Brief Overview of the Dutch Art Market in the 17th century （页面存档备份，存于）
- The Dutch Golden Age （页面存档备份，存于） – A New Breakthrough for Dutch Art after the Renaissance